# Manfred Spies
(Manfred Spies)
Manfred Spies (Düsseldorf, 6 maggio 1941) è un artista, designer e fotografo tedesco.

## Biografia
La famiglia, evacuata durante la guerra, torna a Düsseldorf nel 1947. Dopo la fine del ginnasio entra alla Folkwangschule di Essen. Tra il 1965 e il 1967 realizza locandine per i teatri e per i concerti.
Finiti gli studi entra a lavorare come creativo in uno studio pubblicitario, ma non resiste più di due anni all'interno dello studio, e dal 1971 si fa libero professionista come designer e artista. Dichiara di non aver trovato la sua collocazione sociale durante gli studi come designer, perché seppure interessato alle forme di comunicazione visiva, non riusciva a rientrare negli schemi di marketing preorganizzati nel campo del design.
Durante gli anni settanta si fa conoscere attraverso la creazione di cartelloni pubblicitari e performance provocatorie. Le tematiche della sua critica ruotano soprattutto intorno al mercato dell'arte, la dottrina cattolica e la violenza sessuale in Germania.

## L'opera

### Denk-Anschläge (Attacchi di pensiero)
11 ottobre 1976
Manfred Spies affitta un cartellone pubblicitario nel centro di Dusseldorf. Il contratto prevedeva che egli stesso ne avrebbe risposto legalmente per i contenuti. Infatti ogni cartellone viene stampato e firmato a suo nome.
Durante il 1976-1977 affitta diversi cartelloni pubblicitari, a Dusseldorf, Berlino, Amburgo, Colonia; viene perseguito dalla polizia, dalla città e dal ministero di giustizia, tutte persecuzioni finite, fermate o esaurite per mancanza di reato.
Manfred Spies trova la sua espressione migliore in strada, dice che la galleria d'arte e l'esposizione artistica sono atti onanistici e autoreferenziali al mondo dell'arte, a cui non è interessato.
Ad articolare il lavoro sui cartelloni sono foto documentaristiche, spesso distribuite come volantini, e le interviste ai passanti.

### Kunst kommt von Verkaufen (L'arte arriva in vendita)
Il primo cartellone è una semplice scritta in nero su bianco, segnando lo stile del primo periodo. Presentato all'Esposizione Internazionale  di Dusseldorf (IKI) il 20 ottobre 1976
Il cartellone era situato nelle vicinanze della stazione centrale; la foto del cartellone veniva distribuita sotto forma di brochure anche all'interno della mostra mercato d'arte.
Il gallerista Hans-Jürgen Müller cita e commenta l'azione di Spies al Forum d'arte internazionale.
Nell'ottobre del 1977 Hagen Drasdo occupa con un cartellone lo spazio pubblicitario di Spies, che invece di rimanere indispettito, trova in Hagen Drasdo un buon collaboratore.

## Mostre
Mostre personali
- 1968 Gewürfelte Bilder. Galerie artinart, Londra
- 1970 „Information art“. Dusseldorf
- 1971 Locandine teatrali. Brema
- 1974 Posters. Haus am Lützowplatz, Berlino
- 1975 Galerie Vieler und Bender, Dusseldorf
- 1978 Galerie Osterwalder, Amburgo
  - SPD-Zentrale, Düsseldorf
- 1997 „Kleine Freiheit D ́dorf“. Stadtmuseum Dusseldorf

Mostre di gruppo
- 1967 Essen, Baedeker
- 1973 Locandine teatrali. Theatermuseum, Essen
- 1974 Posters. Kunstmarkt, Göttingen
- 1975 Haus der Loge, Dusseldorf
- 1976 „Nachbarschaft“, Kunsthalle Düsseldorf
- 1979 „100.000.000 Linien“. IX. IAA-Kongress (International Association of Art) Stuttgart
  - „Kyncl/Spies“. Villa Engelhardt, Dusseldorf
- 1981 „Zitate“. Kunstsammlung Nordrhein-Westfalen, Dusseldorf
- 1983 „Karikatur, Satire, Ironie“. Landtag NRW, Dusseldorf
- 1985 „Nehmen Sie DADA ernst!“. Kunstmuseum, Dusseldorf
- 1988 „Begegnungen“. Kunstpalast, Vilnius
- 1989 „40 Jahre BRD“. Rheinaue, Bonn
- 1990 „Junges Rheinland – eine Friedensidee“. Stadtmuseum Dusseldorf, Bonn, Mosca

## Performance
- 1976 Affisione manifesti „Kunst kommt von Verkaufen“ come esempio noto tra gli oltre 500 „Denkanschlägen“(>) in prevalenza realizzati a Dusseldorf
- 1981 Blut-Aktion. Heinrich-Heine-Universität Dusseldorf
  - Straßenaktion. Tübingen
- 1982 Aktionen im Freigelände anlässlich der documenta 7, Kassel